# Iguanodon
Iguanodon (z latiny: „leguání zub“, český název je také iguanodon) je rod ornitopodního dinosaura, který se vývojově nacházel někde mezi prvními hbitými dvounohými hypsilofodonty a kachnozobými dinosaury, jimiž věk ornitopodů vrcholil. Paleontologové pojmenovali mnoho druhů iguanodona, pocházejících ze stupňů kimmeridž ve svrchní juře až cenoman ve svrchní křídě v Asii, Evropě a Severní Americe, mnohé z těchto nálezů však jsou sporné nebo postupně přeřazené do nových rodů. Jen I. bernissartensis, který žil v Evropě mezi stupni barem a apt ve spodní křídě, tj. asi před 126 až 122 miliony let, je znám z relativně kompletních fosilních exemplářů. Jedná se o druhého historicky popsaného druhohorního dinosaura, představeného v roce 1825.
Prvního iguanodona objevil roku 1822 a popsal o tři roky později anglický lékař a amatérský paleontolog Gideon Mantell. Byl to po rodu Megalosaurus druhý formálně pojmenovaný dinosaurus. Spolu s megalosaurem a hyleosaurem to byl také jeden z rodů, které původně definovaly skupinu Dinosauria. Vědecké poznatky o rodu Iguanodon se průběžně vyvíjely podle toho, jak se objevovaly nové informace plynoucí z nálezů fosílií. Některé z nich, mezi nimi i dvě téměř kompletní kostry, umožnily vědcům vytvořit informované hypotézy týkající se mnoha aspektů života těchto zvířat, včetně stravy, pohybu a sociálního chování.

## Popis

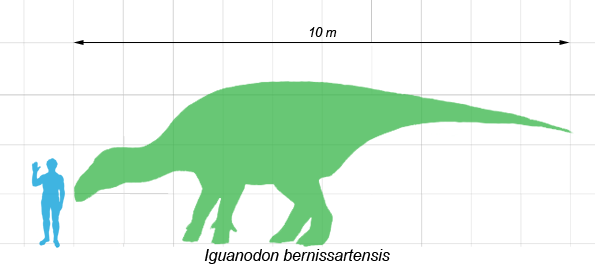
Iguanodon bernissartensis v porovnání s velikostí člověka

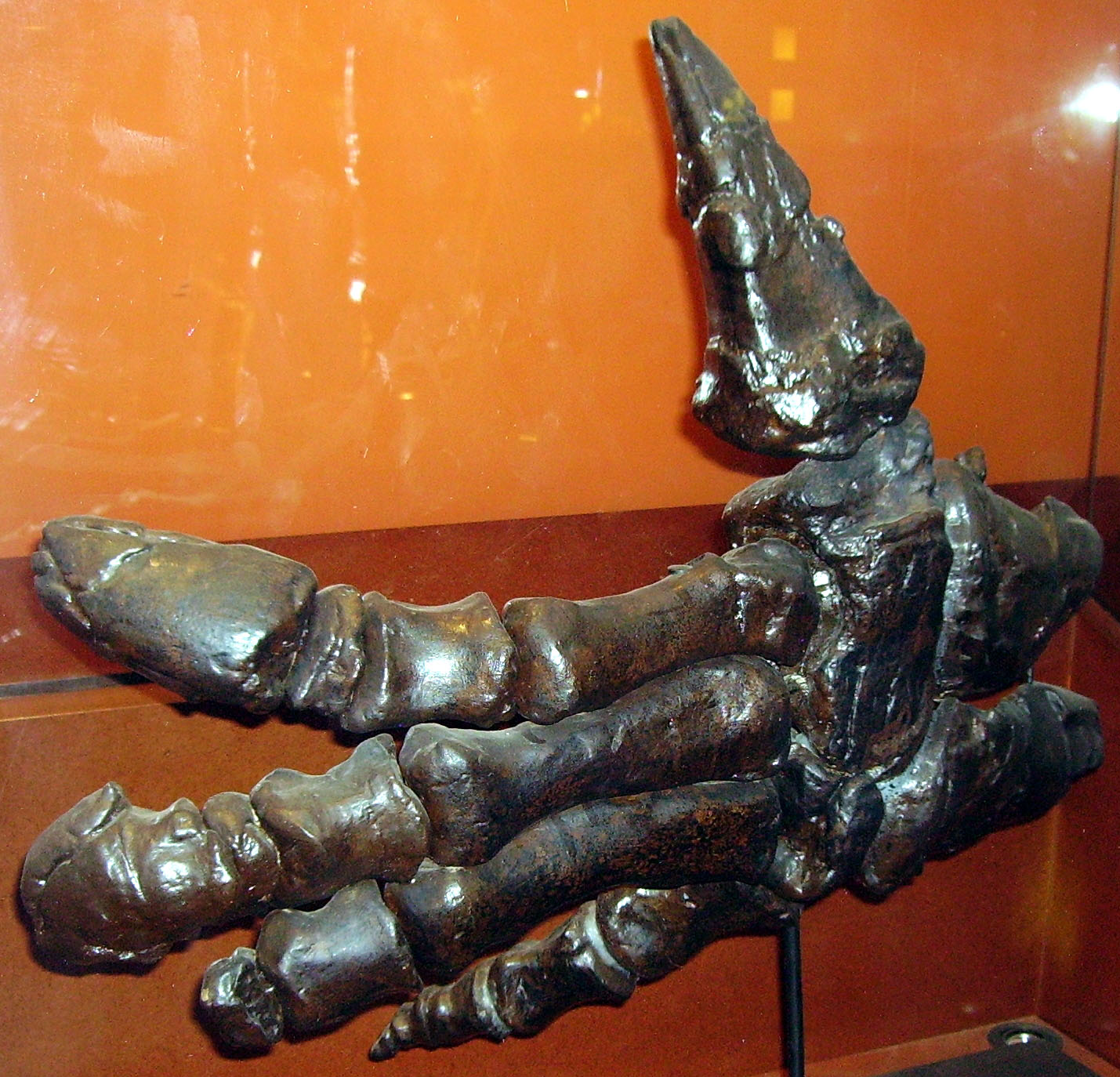
Část přední končetiny iguanodona

Iguanodon byl mohutný býložravec, který se mohl pohybovat po dvou i po čtyřech končetinách. Odhaduje se, že jeho nejznámější druh, I. bernissartensis, vážil v průměru asi 3,08 tuny (podle jiných odhadů dokonce kolem 8,3 tuny a obří druh I. seelyi dokonce až 15 tun) a v dospělosti byl asi 10 metrů dlouhý, přičemž někteří jedinci mohli dosahovat i délky až 13 metrů. Podle nezávislého amerického badatele Gregoryho S. Paula dosahovali zástupci druhu I. bernissartensis délky kolem 8 metrů a hmotnosti asi 3200 kg. Jiné druhy nebyly tak velké, např. podobně robustní I. dawsoni byl asi 8 metrů dlouhý a jeho drobnější současník I. fittoni dosahoval délky asi 6 metrů. Iguanodoni měli vysokou, ale úzkou lebku. Zuby, které rostly za rohovinou pokrytým zobákem, se podobaly zubům leguána, ale byly mnohem větší a blíže u sebe. Žádný fosilizovaný zobák se sice nezachoval, ale jeho tvar lze odhadnout z kostí, na nichž byl posazen.
Přední končetiny byly dlouhé (u I. bernissartensis až 75 % délky nohou) a robustní s poměrně neohebnou dlaní, díky čemuž tři prostřední prsty mohly nést váhu. Je možné, že byly spojené blánou. Palce měly tvar kuželovitých bodců, které trčely směrem od prostředních prstů. Zpočátku paleontologové tento bodec při svých rekonstrukcích koster iguanodonů umisťovali na jejich nos a až pozdější nálezy odhalily, že se jedná o palec. Bodce mohly sloužit k obraně nebo k opatřování potravy, ale jejich skutečná funkce je stále předmětem odborných diskusí. Malíček byl prodloužený a obratný, takže mohl sloužit k manipulaci s předměty. Silné nohy se třemi prsty nebyly stavěné k běhu. Páteř a ocas držely a zpevňovaly osifikované šlachy, tj. šlachy, které se v průběhu života měnily v kost. Tyto kosti, připomínající prut, obvykle nebývají zahrnuty v rekonstrukcích a kresbách koster. Celkově byla struktura jejich těla poměrně podobná jejich pozdějším příbuzným, hadrosauridům.

## Klasifikace

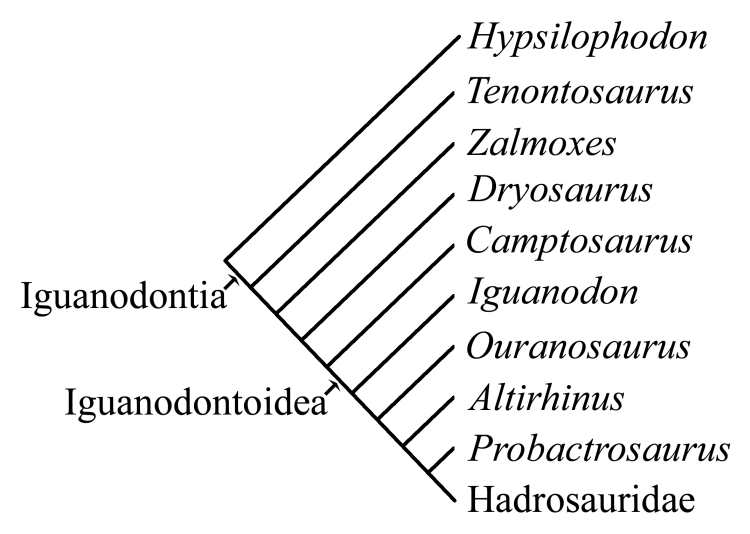
Zjednodušený kladogram skupiny Iguanodontia, nakreslený podle Normana (2004)

Podle rodu Iguanodon byl pojmenován i nezařazený klad Iguanodontia, velmi početná skupina ornitopodů s mnoha druhy pocházejícími ze střední jury až svrchní křídy. Kromě iguanodona sem patří také Dryosaurus, Camptosaurus, Ouranosaurus a kachnozobí dinosauři. Skupina Iguanodontidae je někdy řazena jako samostatná čeleď, která se ovšem v minulosti stala tzv. odpadkovým taxonem, do něhož spadali ornitopodi, kteří nepatřili ani mezi hypsilophodontidy ani hadrosauridy. Obvykle se sem řadili Callovosaurus, Camptosaurus, Craspedodon, Kangnasaurus, Mochlodon, Muttaburrasaurus, Ouranosaurus a Probactrosaurus. S nástupem kladistické analýzy se ukázalo, že skupina je parafyletická a že zmíněné rody tvoří na kladogramu různé větve. Skupina Iguanodontoidea se v odborné literatuře také stále vyskytuje jako nezařazený klad, ačkoliv mnoho rodů, které do ní tradičně patřily, se nyní řadí do nadčeledi Hadrosauroidea. Iguanodon pravděpodobně pochází z kamptosaura a na kladogramu leží mezi ním a ouranosaurem. Paleontolog Jack Horner také navrhl, aby se hadrosauridi na základě rysů jejich lebky dělili na dvě vzdáleně příbuzné podčeledi: Hadrosaurinae s plochými hlavami, kam by patřil i Iguanodon, a Lambeosaurinae s hřebínky, kam by patřil Ouranosaurus. Tento koncept však byl zavržen.
Podle fylogenetické analýzy z roku 2024 jsou nejblíže vývojově příbuznými rody k rodu Iguanodon taxony Barilium, Mantellisaurus a Comptonatus.

## Historie objevů

### Gideon Mantell, Sir Richard Owen a objev dinosaurů

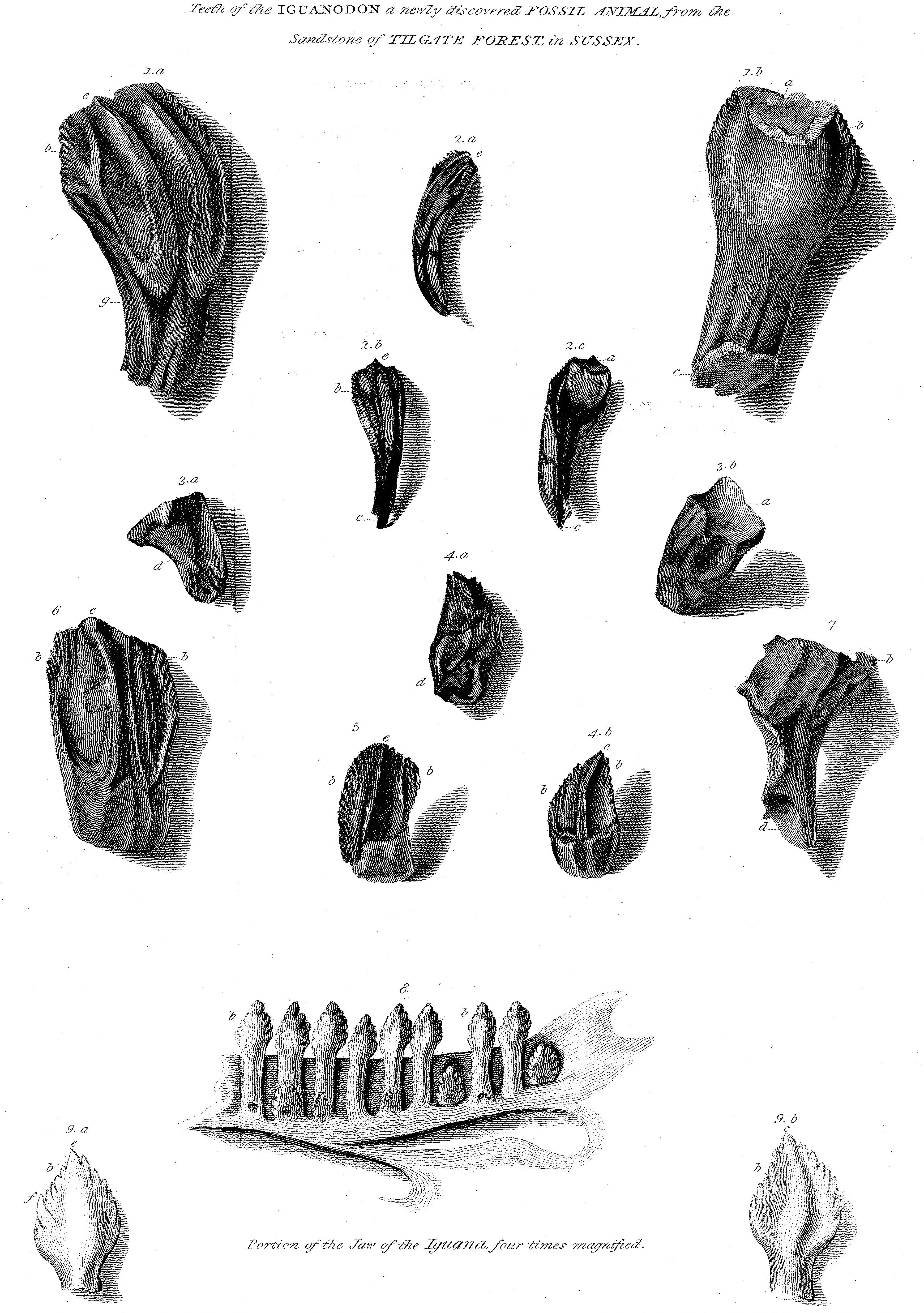
Ilustrace fosilizovaného zubu iguanodona a čelisti současného leguána z Mantellova spisu z roku 1825

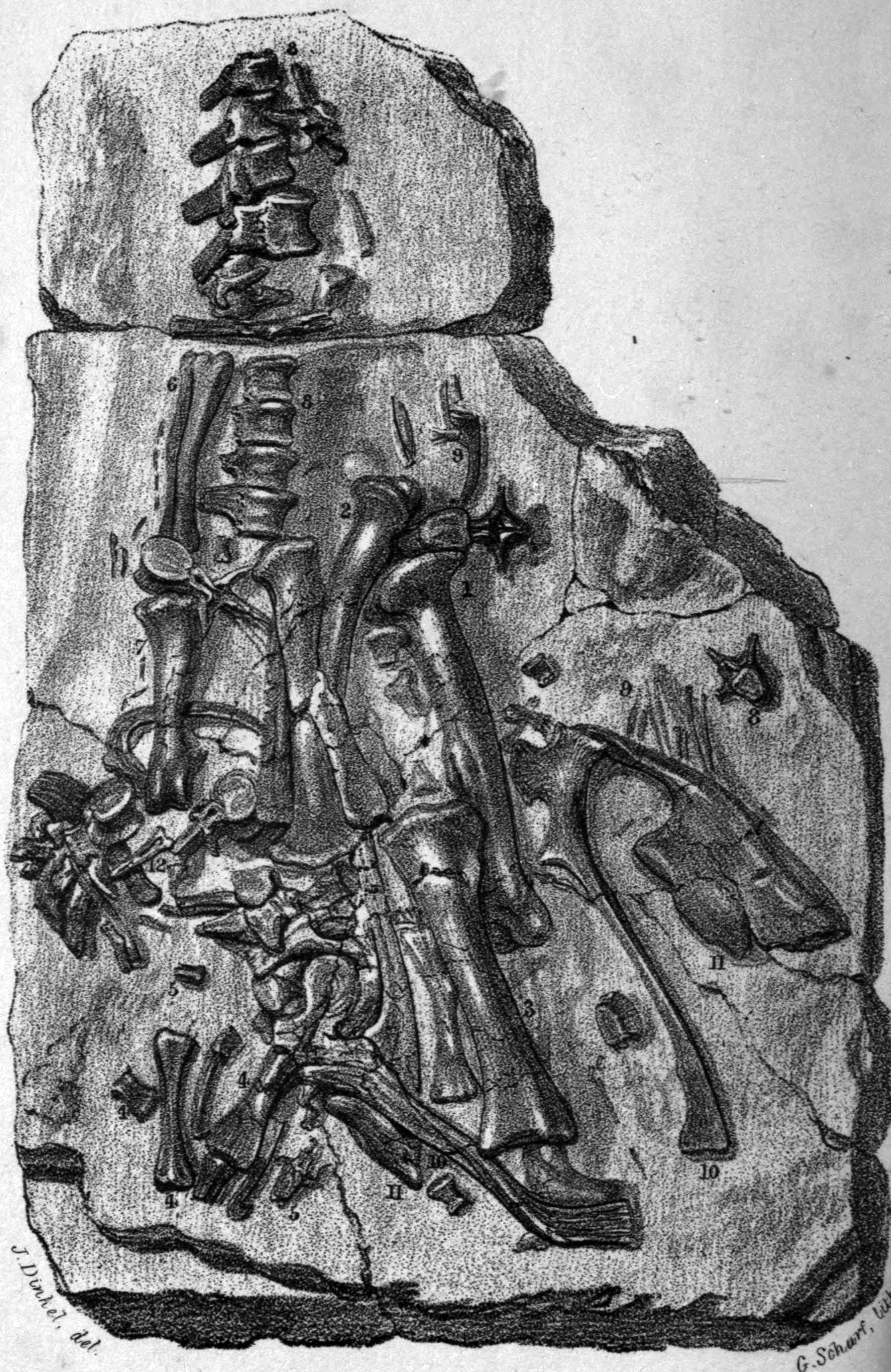
Zkamenělé pozůstatky nalezené v Maidstone roku 1840

Objev iguanodona dlouho provázela rozšířená legenda. Podle tohoto příběhu manželka Gideona Mantella Mary Ann učinila roku 1822 první objev zubu iguanodona v Tilgatském lese poblíž vesnice Cuckfield v anglickém hrabství Sussex, když byl její manžel, hlavním povoláním porodník, na návštěvě u pacientky. Zub měla nalézt v hromadě štěrku připraveného na opravu silnice. Mantell po návratu poznal, že se jedná o fosílii, našel lom, z něhož silničáři štěrk přivezli, a v něm nalezl další zuby a úlomky kostí. Mantell ovšem roku 1851 prohlásil, že zuby nalezl on sám, a není žádný doklad o tom, že by na návštěvy pacientek bral s sebou svou ženu. Mnozí však legendu považují za pravdivou. Novější doklady ukazují, že Mantell věděl o fosiliích tohoto dinosaura již mnohem dříve a poprvé jej v literatuře zmínil již v prosinci 1824 pod jménem "Iguanadon".
V roce 1823 Mantell zaslal vyobrazení zubu francouzskému přírodovědci Georgesi Cuvierovi. Bez ohledu na přesné okolnosti nálezu, Mantell fosílie ukázal tehdejším odborníkům na zkameněliny s dotazem, co je to za zvíře. Většina vědců, jako například William Buckland nebo již zmíněný Georges Cuvier, se domnívala, že se jednalo o zuby nějakých ryb nebo savců. Přírodovědec Samuel Stutchbury z Královské akademie chirurgů (Royal College of Surgeons) si však všiml, že se podobaly zubům leguána, ovšem byly dvacetkrát větší. Na základě toho odhadl, že zvíře mohlo být až 12 metrů dlouhé.
S ohledem na podobnost zubů tvora se zuby leguáními pojmenoval Mantell nový živočišný rod Iguanodon, tj. „leguání zub“, z latinského výrazu Iguana (česky: leguán) a řeckého odontos (zub). Původně ho zamýšlel pojmenovat Iguanasaurus (tj. „leguánní ještěr“), ale jeho přítel William Conybeare oponoval, že takový název by se vztahoval spíše k samotnému leguánovi, takže lepším jménem by bylo Iguanoides („podobný leguánovi“) nebo Iguanodon.
Ačkoliv první úlomek dinosauří kosti byl nalezen již roku 1677, za první vědecky významný objev se označuje právě Mantellův Iguanodon. Protože však Mantell svůj nález ve spisu pro Londýnskou královskou společnost popsal až roku 1825, stal se až druhým pojmenovaným dinosaurem, když o rok dříve William Buckland zveřejnil svou studii dinosaura rodu Megalosaurus. Protože Mantell navíc opomenul k rodovému jménu Iguanodon přidat podle požadavků binominální nomenklatury i jméno druhové, učinil tak až roku 1829 Friedrich Holl, který tvora nazval I. anglicum, což bylo později pozměněno na I. anglicus.

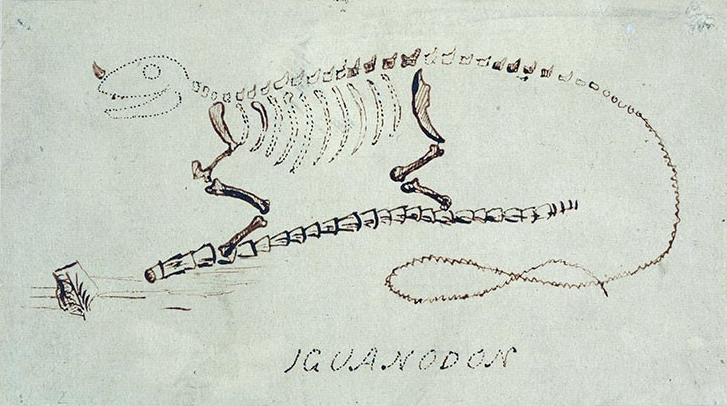
Mantelova rekonstrukce iguanodona založená na nálezu z Maidstone

Lépe zachovaný jedinec byl objeven roku 1834 v lomu v Maidstone v hrabství Kent a Mantell jej brzy získal. Podle výrazných zubů ho opět identifikoval jako iguanodona. Dopustil se také několika chyb, z nichž nejslavnější je umístění bodce, který považoval za roh, na nos zvířete. Objevy ještě mnohem lépe zachovaných zkamenělin později odhalily, že tento bodec byl ve skutečnosti přeměněným palcem. Maidstoneská kostra, stále ještě uvězněná ve skále, je v současné době vystavena v Přírodopisném muzeu v Londýně. Správní obvod Maidstone si od roku 1949 připomíná tento nález ve svém znaku, který je z jedné strany nesen iguanodonem. Tento jedinec byl označen jako I. mantelli, druh, který roku 1832 pojmenoval Christian Erich Hermann von Meyer, ovšem na základě stejného materiálu jako byl již dříve pojmenovaný I. anglicus. Maidstoneský exemplář však pochází ze starší vrstvy, takže je možné, že se jedná jiný druh.
V této době začínalo růst napětí mezi Mantellem a Richardem Owenem, ambiciózním vědcem, který v neklidné reformní době vládl mnohem lepšími možnostmi financování a společenskými kontakty. Owen, zatvrzelý kreacionista, se postavil proti prvním verzím evoluční teorie, které v té době odborníci diskutovali. Jako zbraň v tomto konfliktu používal právě dinosaury, jež sám pojmenoval. Ve spisu popisujícím taxon Dinosauria odmítl, že by dosahovali délek přes 60 metrů, a prosazoval názor, že nebyli jen obřími ještěry, ale pokročilými tvory podobnými savcům. Tyto pokročilé vlastnosti nemohli získat „přeměnou“ z plazů a byly jim dány od Boha.

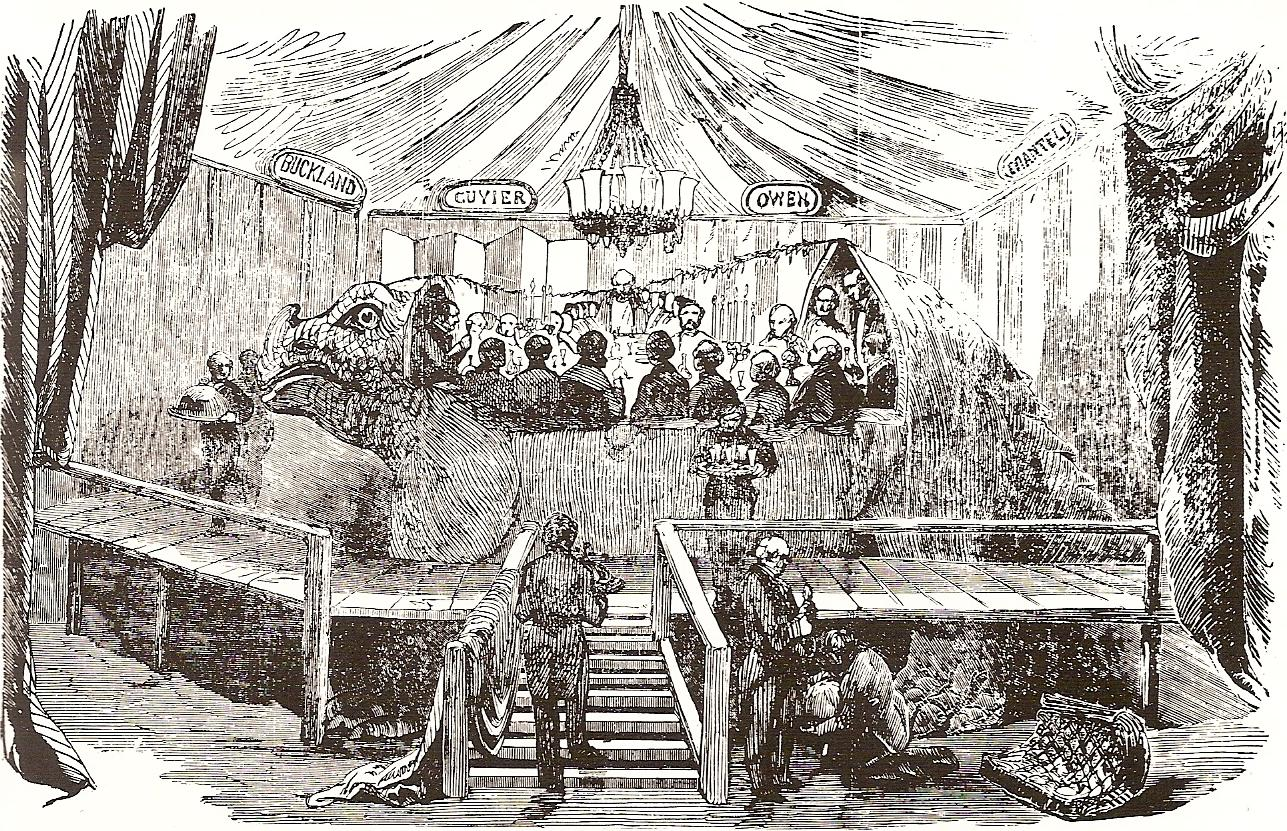
Slavný banket uvnitř Hawkinsova stojícího iguanodona v Crystal Palace v Londýně

Richard Owen spolu se sochařem a přírodovědcem Waterhousem Hawkinsem postavili téměř dva tucty soch různých prehistorických zvířat v životní velikosti. Sochy byly vytvořeny z betonu, který pokrýval ocelové a cihlové jádro. Mezi nimi byli i dva iguanodoni v Crystal Palace v Londýně, z nichž jeden stál a druhý odpočíval na břiše. Před dokončením sochy stojícího dinosaura jeho tvůrci uvnitř uspořádali banket pro dvacet lidí. Krátce před svou smrtí roku 1852 si Mantell uvědomil, že Iguanodon nebylo těžké tlustokožcům podobné zvíře, jak se domníval Owen, ale jeho stav mu už nedovolil se na stavbě londýnských soch dinosaurů podílet, a tak Owenova vize ovlivnila vnímání dinosaurů u veřejnosti na celá další desetiletí.

### Bernissart

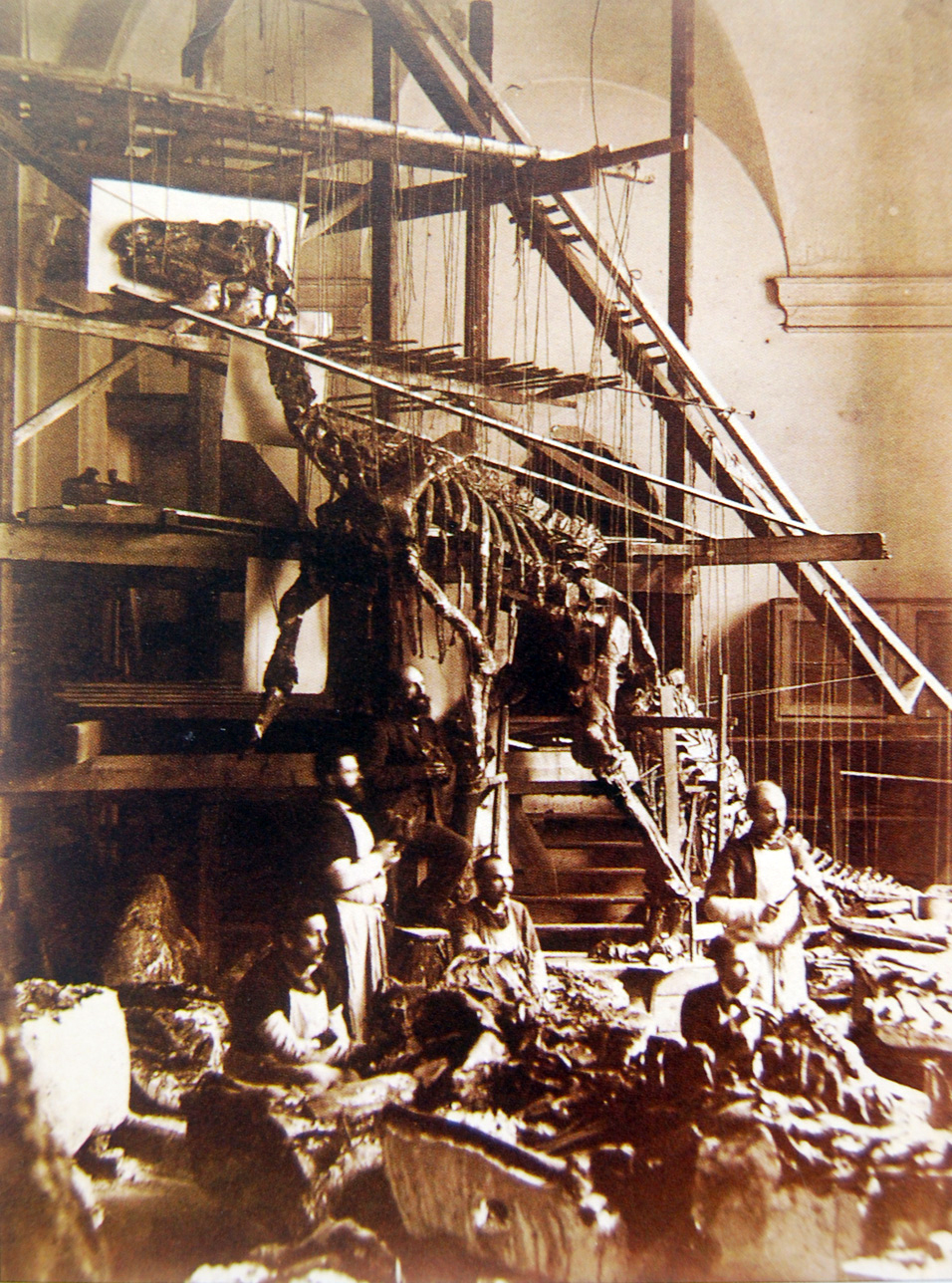
Sestavování kostry iguanodona z Bernissartu

Největší nález ostatků iguanodona pochází z roku 1878 z uhelného dolu v Bernissartu v Belgii. Paleontologové Louis Dollo a Louis de Pauw, podporovaní Alphonsem Briartem, vedoucím dolů v nedalekém Morlanwelzu, zde v hloubce 322 metrů odkryli zkamenělé kosti nejméně 38 jedinců, z nichž většina byla dospělá. Mnoho z nich putovalo na veřejnou výstavu, která byla otevřena roku 1882. 11 koster bylo zrekonstruováno do stojící polohy a 20 koster bylo vystaveno přibližně v takové poloze, v jaké byly nalezeny. Výstava je stále přístupná veřejnosti v Královském belgickém institutu přírodních věd v Bruselu a repliky jedné z koster lze vidět také v Oxfordském univerzitním muzeu přírodních věd a v Sedgwickově muzeu v Cambridgi. Většina ostatků patřila novému druhu, I. bernissartensis, většímu a mnohem robustnějšímu zvířeti než předtím známé nálezy z Anglie, ale jeden exemplář byl označen jako I. mantelli (dnes Dollodon bampingi). Některé kostry patří mezi první nalezené úplné kostry dinosaurů. Spolu s nimi byly odkryty také pozůstatky různých rostlin, jiných plazů a ryb, včetně krokodýla rodu Bernissartia.

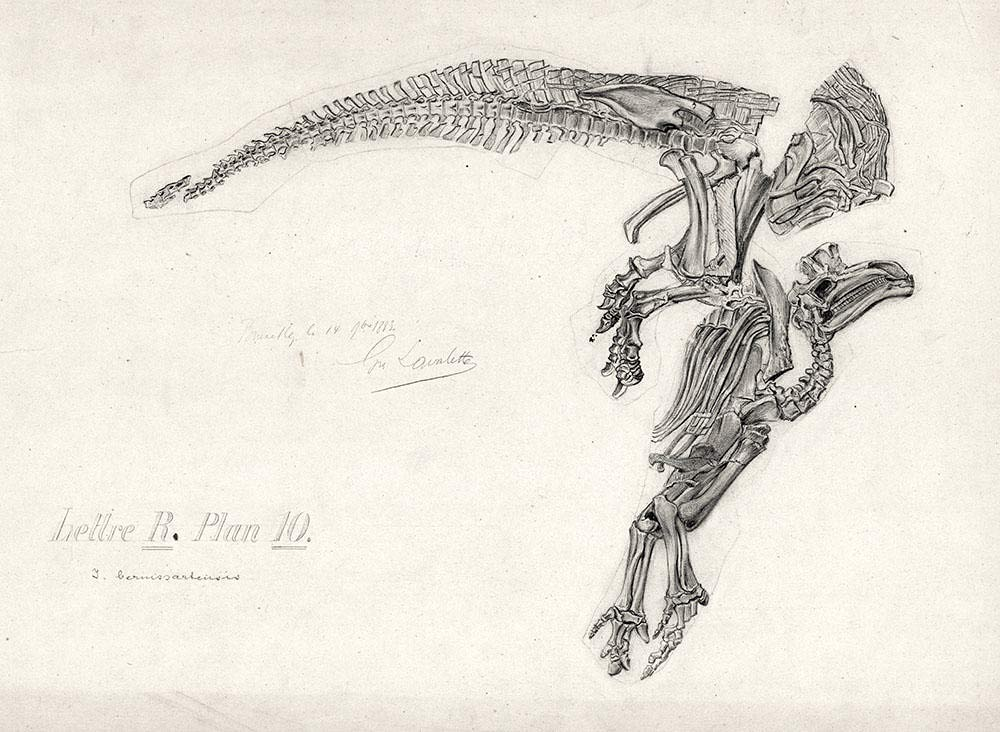
Kresba fosílie druhu Iguanodon bernissartensis v poloze, jak byla roku 1882 nalezena

Technologie konzervace zkamenělin byla tehdy ještě v plenkách a špatně vybavení paleontologové se brzy setkali s problémem známým jako zvětrávání pyritu. Pyrit obsažený ve zkamenělých kostech se mění na síran železnatý a kosti pak praskají a drolí se. V zemi byly kosti vystaveny vlhkosti, která tomuto procesu bránila, ale na suchém čerstvém vzduchu započala přirozená chemická reakce. Protože skutečná příčina nebyla známa, domníval se personál bruselského muzea, že se jedná o nějakou infekci, a pokoušel se problém řešit kombinací alkoholu, arsenu a šelaku, která měla součinně do kostí proniknout (alkohol), zabít jakékoli biologické činitele (arsen) a zkameněliny zpevnit (šelak). Nezamýšleným účinkem této léčby bylo zvlhčení kostí, což dobu rozpadu alespoň prodloužilo. Moderní postupy zahrnují buď kontrolu vlhkosti v prostoru, kde se fosílie skladuje, nebo (u čerstvých nálezů) přípravu zvláštního obalu z polyethylenglykolu, který se zahřeje ve vakuové pumpě, čímž se okamžitě odstraní vlhkost, polyethylenglykol pronikne do pórů, a zkamenělinu tak uzavře a zesílí.

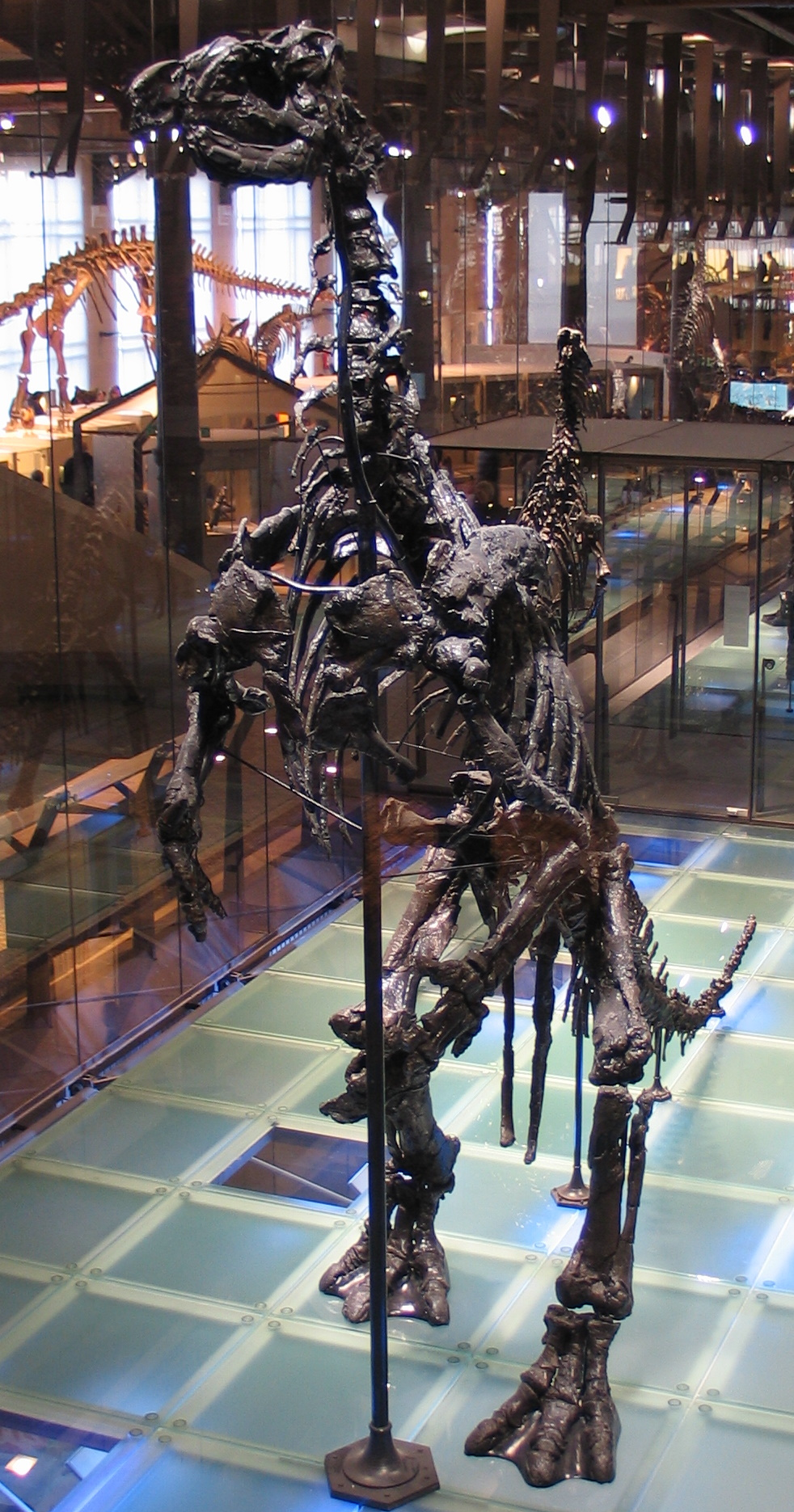
Jedna z mnoha koster vystavených v Bruselu

Jedinci, které nalezl Dollo, mu umožnili prokázat, že Owenova představa prehistorických tlustokožců neodpovídá skutečným iguanodonům. Místo toho jako vzor pro svou rekonstrukci použil klokana a emu a v bodci, který byl do té doby umisťován na nos, rozpoznal palec. Neměl pravdu úplně ve všem, jeho hlavní nevýhodou bylo, že měl před sebou teprve první úplné pozůstatky dinosaurů. Jedním z omylů, který byl později uveden na pravou míru, byl ocas, který jeho rekonstrukce měly ohnutý. Ve skutečnosti byl více či méně rovný, jak ukazují vykopané kostry a osifikované šlachy. Ocas nebylo možné ohnout tak, jako to známe u klokanů, aniž by byl zlomen. Iguanodon tedy kráčel s rovně nataženým ocasem a horizontálně drženým tělem, přičemž přední končetiny byly připraveny ho v případě potřeby podepřít.
Roku 1881 vykopávky v dole skončily, ovšem nedávné vrty ukázaly, že naleziště ještě nebylo zcela vyčerpáno. Další pokusy důl znovu otevřít zhatil nedostatek financí, až byl nakonec roku 1921 zatopen.

### Další nálezy
Intenzita výzkumu rodu Iguanodon se na počátku 20. století kvůli světovým válkám a Velké hospodářské krizi snížila. Roku 1925 Reginald Hooley označil nález v Atherfield Point na ostrově Wight za nový druh a pojmenoval ho I. atherfieldensis. Nový druh se stal významným předmětem studia paleontologů, ale také taxonomické kontroverze. Původně evropský rod dinosaurů se však začal objevovat na nalezištích po celém světě. Byly hlášeny nálezy z Afriky (zuby z Tuniska a ze Sahary) nové druhy z Mongolska (I. orientalis), a Spojených států (I. ottingeri v Utahu). Další severoamerický druh z Jižní Dakoty, který byl původně zařazen mezi iguanodony jako I. lakotaensis byl později překlasifikován jako člen rodu Dakotadon.
Iguanodon se nestal součástí prvních prací tzv. renesance dinosaurů, která započala popsáním deinonycha roku 1969, ale nebyl přehlížen dlouho. Díky práci Davida Weishampela o způsobech stravování ornitopodů odborníci lépe porozuměli i stravování iguanodonů a práce Davida B. Normana zaměřená na množství různých vlastností tohoto rodu je učinila jedněmi z nejlépe poznaných dinosaurů. Navíc další nález mnoha koster Iguanodonů, uhynulých na velmi malé ploše během povodně, v Nehdenu v Severním Porýní-Vestfálsku v Německu poskytl důkazy o jejich seskupování do stád. Bylo zde nalezeno nejméně 15 jedinců 2 až 8 metrů dlouhých, ačkoliv někteří patřili k jiným rodům ze skupiny Iguanodontia (jako Dollodon, v té době označovaný za druh iguanodona a nazývaný I. atherfieldensis, či Mantellisaurus).
Materiál z nálezů iguanodonů byl rovněž použit při hledání dinosauří DNA a jiných biomolekul. Tým pod vedením Grahama Emberyho nalezl v jednom žebru pozůstatky typických kostních bílkovin jako fosfoproteiny a proteoglykany.
V roce 1960 byly v oblasti Isfjordenu na Špicberkách objeveny fosilní otisky stop ornitopodních dinosaurů staré kolem 125 milionů let (raná křída), další pak byly odkryty v 70. letech 20. století a na začátku 21. století. Podle původních představ se mělo jednat o ichnofosilie rodu Iguanodon, toto zařazení je ale nejisté.
Fosilie druhu I. bernissartensis v podobě obratlů byly identifikovány také na lokalitě Morella (provincie Castellón, východní Španělsko), v sedimentech geologického souvrství Arcillas de Morella.

## Druhy

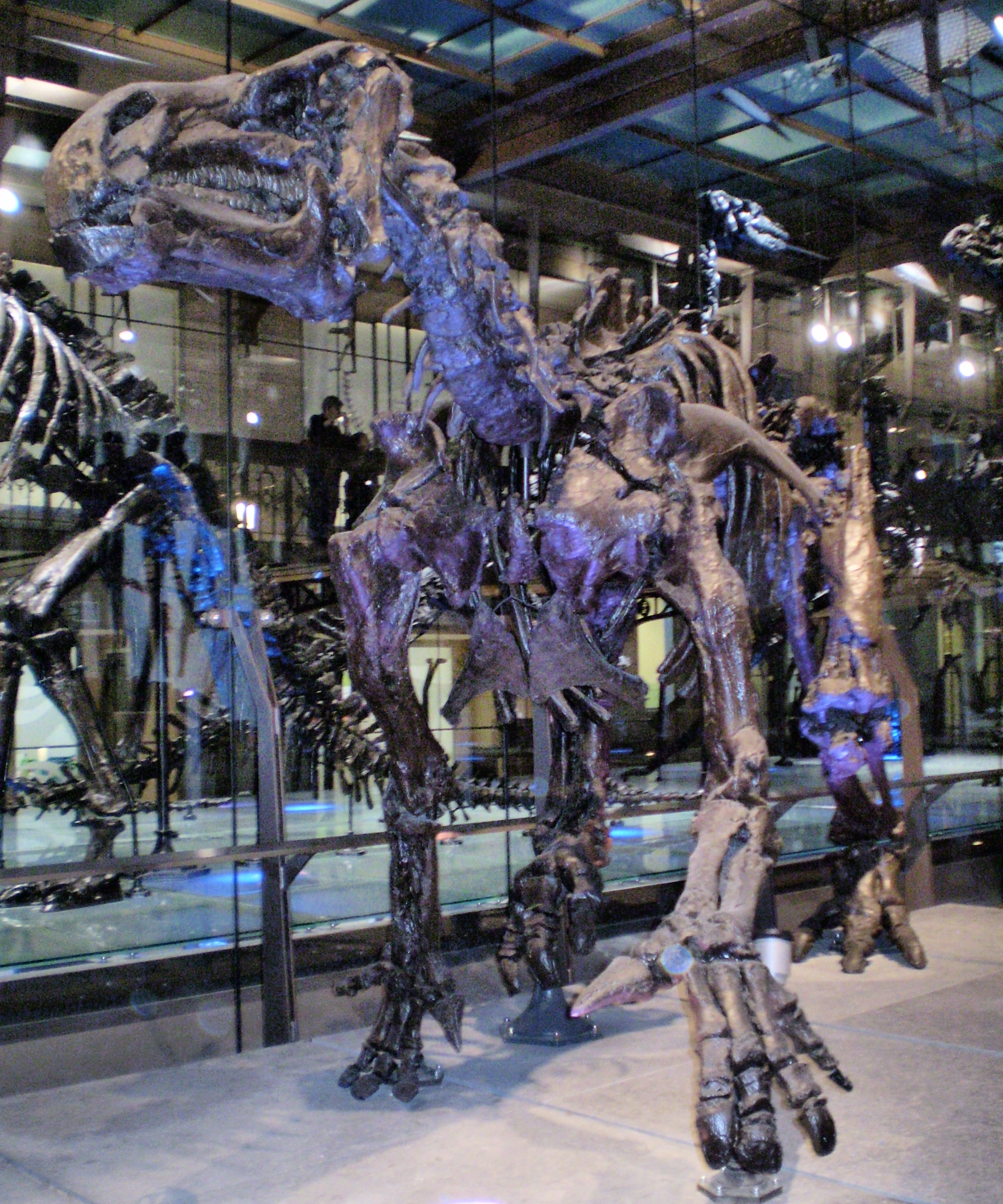
Iguanodon bernissartensis správně v pozici na všech čtyřech, Královský belgický institut přírodních věd v Bruselu

Protože Iguanodon byl jedním z prvních pojmenovaných rodů dinosaurů, bylo do něj zařazováno velké množství druhů. Ačkoliv se tento taxon nikdy nestal vyloženým „odpadkovým košem“, jako se to stalo některým jiným rodům pojmenovaným v raných dobách paleontologie (jako Megalosaurus či Pelosaurus), i tak měl komplikovanou historii a jeho taxonomie prošla několika revizemi. Nálezy nejznámějších druhů pocházejí z Belgie, Anglie, Německa, Španělska (druh I. galvensis) a Francie. Pozůstatky dinosaurů, kteří snad také patřili do tohoto rodu, byly objeveny také v Tunisku a Mongolsku. Paleontolog Gregory S. Paul navrhl, aby se název I. bernissartensis používal pouze v souvislosti s nálezy z Bernissartu, zatímco nálezy robustních Iguanodonů z baremských vrstev v ostatních částech Evropy by se označovaly pouze jako Iguanodon sp. (tj. neurčený druh). Po pečlivém přehodnocení se tedy ukázalo, že nálezy z Anglie nám o dinosaurovi, který byl původně považován za britský druh, mnoho informací nedávají.
I. anglicus byl typovým druhem, ovšem jeho holotyp je založen na jediném zubu a od té doby byly nalezeny jen jeho neúplné ostatky. Podle rozhodnutí Mezinárodní komise pro zoologickou nomenklaturu z března roku 2000 se novým typovým druhem stal mnohem lépe popsaný I. bernissartensis. Původní zub iguanodona je uložen (ovšem nikoliv vystaven) v novozélandském muzeu Te Papa Tongarewa ve Wellingtonu. Zkamenělinu tam sebou přivezl syn Gidona Mantella Walter, který po smrti otce zdědil jeho sbírky a přestěhoval se na Nový Zéland.

### V současné době uznávané druhy
Pouze několik z mnoha druhů, které byly považované za iguanodony, se tomuto rodu připisuje i v současnosti. Typovým druhem rodu je I. bernissartensis, popsaný roku 1881 Georgem Albertem Boulengerem. Díky velkému množství koster nalezených v Bernissartu i díky dalším nálezům z různých částí Evropy je nejlépe poznaným druhem. Podle Davida Normana pod něj spadá i nejasně popsaný mongolský I. orientalis, ale jiní odborníci tento názor nesdílejí.
Uznávané jsou také dva druhy popsané Richardem Lydekkerem na konci 19. století, ale jen zřídka jsou předmětem širšího zájmu. I. dawsoni, kterého Lydekker popsal roku 1889 je známý díky dvěma neúplným kostrám z Východního Sussexu v Anglii, nalezeným ve wadhurstském jílu z geologických stupňů valanginu až baremu ve spodní křídě. Druh I. fittoni Lydekker popsal roku 1888. Podobně jako I. dawsoni byl i tento druh nalezen ve wadhurstském jílu ve Východním Sussexu. Podle Normana by k němu mohly patřit i tři neúplné kostry ze Španělska, ale v tomto případě se jedná o omyl. Oba druhy byly odlišeny na základě jejich rozměrů, stavby těla a některých znaků obratlů a pánve. I. dawsoni byl například mohutnější než I. fittoni a jeho velké obratle, podobné obratlům Camptosaura, měly krátké výběžky, zatímco výběžky I. fittoni byly dlouhé, úzké a příkře skloněné. Není však vyloučeno, že ani jeden z těchto dvou druhů ve skutečnosti k rodu Iguanodon nepatří.
Oficiálně uznaným druhem rodu Iguanodon je také I. galvensis, známý z východního Španělska. Jednalo se o velkého a robustně stavěného ornitopoda, dlouhého kolem 10 metrů.

### Přeřazené druhy
Dva druhy Iguanodona, které pojmenoval již Richard Owen, byly později přeřazeny k jinému rodu. I. hoggi (též psaný I. hoggii), byl druh jemuž byla připisována spodní čelist nalezená roku 1874 v Dorsetu v purbecké vrstvě stupňů tithon až berias na přelomu svrchní jury a spodní křídy. David Norman a Paul Barret ji však přiřadili kamptosaurovi, i když např. Gregory S. Paul či Kenneth Carpenter a Yvonne Wilson s touto klasifikací nesouhlasí. I. major, z něhož se našel obratel na ostrově Wight a kterého roku 1842 popsal Owen jako druh streptospondyla, je nomen dubium (neboli pochybné jméno) a v současnosti se považuje za synonymum Iguanodona anglicus, i když není úplně vyloučeno, že je samostatným druhem.
Kromě těchto dvou bylo překlasifikováno ještě čtrnáct dalších druhů. Iguanodon albinus (nebo též Albisaurus scutifer), popsaný roku 1893 českým paleontologem Antonínem Fričem, je nejistým druhem nedinosauřího plaza, v současnosti známého pod pojmem Albisaurus albinus. I. atherfieldensis, kterého popsal Reginald Hooley roku 1925, byl menší a méně robustní než I. bernissartensis, a jeho obratle měly delší výběžky. Roku 2006 byl přejmenován jako Mantellisaurus atherfieldensis. I. exogyrarum (též psaného I. exogirarum či I. exogirarus) popsal Frič roku 1878. I tento je považován za nomen dubium a znalosti o něm jsou založené na velmi malém množství nalezeného materiálu. George Olshevsky ho přeřadil k rodu Ponerosteus. I. valdensis, popsaný roku 1879 Johnem Hulkem podle páteřních a pánevních pozůstatků ze stupně barem nalezených na ostrově Wight, se původně nazýval Vectisaurus. Může se jednat o nedospělý exemplář Mantellisaurus atherfieldensis, nebo jiný neurčený druh rodu Mantellisaurus. I. gracilis, popsaný Lydekkerem roku 1888 jako typový druh rodu Sphenospondylus, který roku 1969 přiřadil Rodney Steel k rodu Iguanodon, je možná rovněž Mantellisaurus atherfieldensis.
I. foxii (též psán I. foxi) byl původně popsán Thomasem Henrym Huxleym roku 1869 jako typový druh rodu Hypsilophodon. Owen ho přeřadil (roku 1873 nebo 1874) k rodu Iguanodon, ale velmi brzy byl zase vrácen svému původnímu rodu. I. hollingtoniensis (též psán I. hollingtonensis), kterého popsal Lydekker roku 1889, je považován za synonymum pro I. fittoni'. Další exemplář za I. hollingtonensis označil Richard Owen roku 1874. S ohledem na neobvyklou kombinaci spodní čelisti podobné jako mají hadrosauridi a velmi robustní přední končetinu se možná jedná o odlišný, dosud nepojmenovaný taxon. I. prestwichii (též psán I. prestwichi), kterého popsal roku 1880 John Hulke, byl označen jako Camptosaurus prestwichii. I. seeleyi (též psán I. seelyi), kterého Hulke popsal o dva roky později, byl ztotožněn s I. bernissartensis, ale o tomto závěru se stále diskutuje. I. suessii, popsaný Emanuelem Bunzelem roku 1871, byl překlasifikován jako Mochlodon suessi.
I. lakotaensis, jediný akceptovaný druh iguanodona ze Severní Ameriky, byl popsaný Davidem Weishampelem a Philipem Bjorkem roku 1989. na základě nálezu neúplné lebky v lakotské formaci z baremu ve spodní křídě v Jižní Dakotě. Tato klasifikace je však považována za kontroverzní. Někteří odborníci přišli s názorem, že tento druh je bazálnější než I. bernissartensis a příbuzný rodu Theiophytalia. David Norman zase přišel s názorem, že se jedná o synonym k I. bernissartensis. Gregory S. Paul pro tento druh zavedl nový rod, Dakotadon.

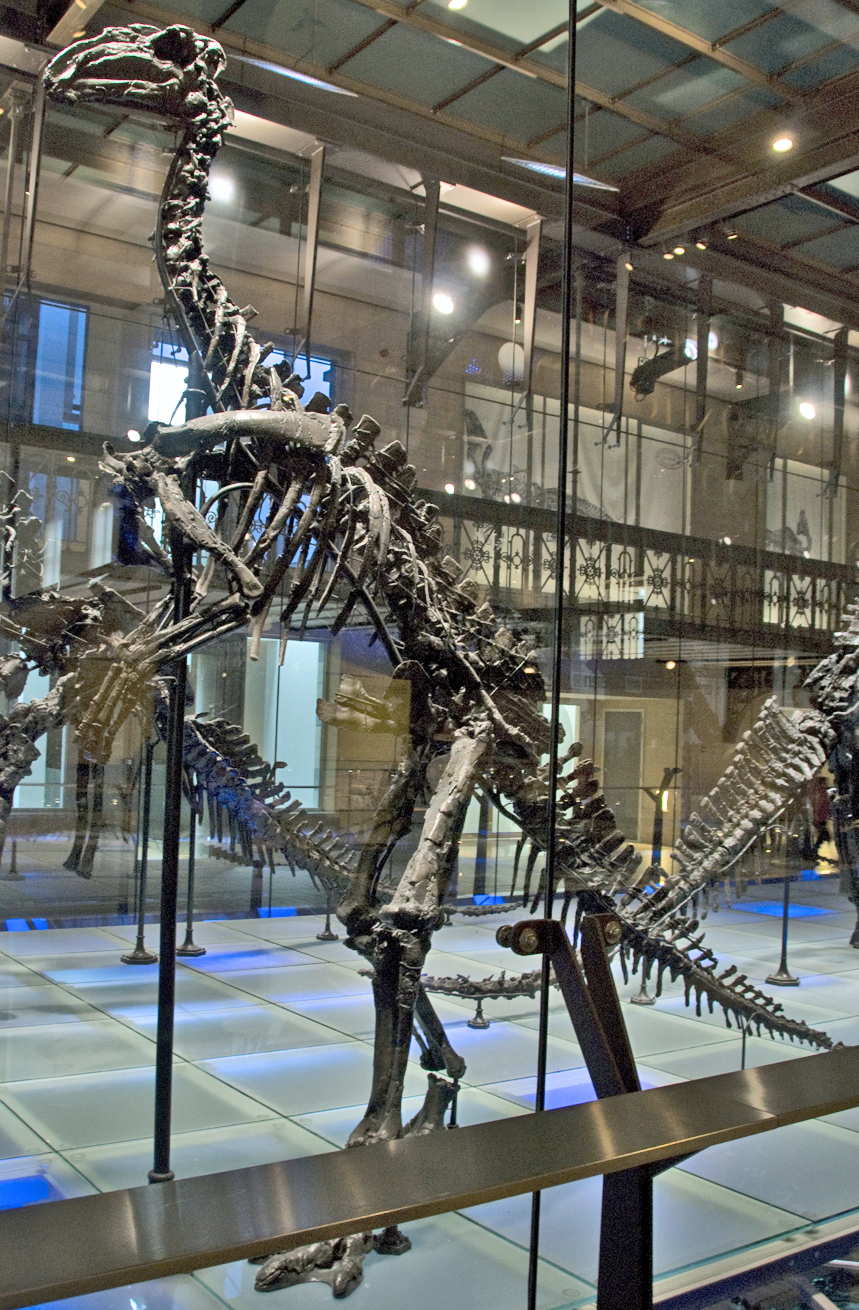
IRSNB 1551, holotyp Dollodona bampingi, dříve známého jako Iguanodon mantelli, vystavený v Královském belgickém institutu přírodních věd v Bruselu

Druh Iguanodon mantelli (též psán I. manteli či I. mantellii), kterého popsal roku 1832 Christian Erich Hermann von Meyer, je ve skutečnosti založen na stejném materiálu jako I. anglicus. V dalších letech však k němu bylo přiřazeno několik dalších koster, včetně exempláře z Maidstone a také jednoho z Bernissartu, a jejich klasifikace není ukončena. Malá kostra z Bernissartu byla například nejprve překlasifikována jako Mantellisaurus atherfieldensis, a po další revizi dostala vlastní rodový i druhový název Dollodon bampingi. Popis I. orientalis Anatolije Rožděstvenského z roku 1952 vycházel z velmi malého množství materiálu, ale lebka s výrazně klenutým čenichem, která byla také původně připsána tomuto druhu byla roku 1998 překlasifikována jako Altirhinus kurzanovi Ve stejné době paleontologové dospěli k názoru, že I. orientalis je nomen dubium, nerozeznatelný od I. bernissartensis. Roku 1869 popsal Harry Govier Seeley druh I. phillipsi, ale později ho překlasifikoval do rodu Priodontognathus.

### Nejisté druhy
Pět druhů iguanodonů se považuje za nomina dubia či za nepopsané. I. anglicus, popsaný Friedrichem Hollem roku 1829, je původním typovým druhem rodu Iguanodon, ale z důvodů uvedených výše ho nahradil I. bernissartensis. V minulosti byl také uváděn jako I. angelicus (Lessem a Glut, 1993) či I. anglicum (Holl, 1829 emend. Bronn, 1850). Znalosti o něm pochází z nálezu zubů z Tilgateského lesa v anglickém Východním Sussexu z valanginu až baremu ve spodní křídě. I. hillii, druh, kterému byl připsán nález zubu z raného cenomanu ve svrchní křídě a kterého roku 1892 pojmenoval Edwin Tully Newton, je zřejmě nějaký raný hadrosaurid. „I. mongolensis“ (Whitfield, 1992) je nomen nudum z popisku k fotografii v knize, která zobrazovala pozůstatky živočicha později nazvaného Altirhinus. I. ottingeri, kterého popsali Peter Galton a James A. Jensen roku 1979, je nomen dubium založené na nálezu zubů ze spodnokřídového stupně apt v Utahu. I. praecursor (též psán I. precursor), kterého roku 1876 popsal E. Sauvage podle zubů pocházejících ze svrchnojurského stupně kimmeridž v Pas-de-Calais ve Francii, je ve skutečnosti sauropod, někdy klasifikovaný jako Neosodon, ačkoliv pochází z jiné geologické formace.
Několik dalších rodů a druhů se rovněž považuje za synonymní s iguanodony, ačkoliv je jejich zařazení méně jisté než změna jména I. atherfieldensis. Mezi ně patří Heterosaurus neocomiensis (Cornuel, 1850), Hikanodon (Keferstein, 1834) a Therosaurus (Fitzinger, 1840), dále „Streptospondylus“ recentior (Owen, 1851), „Cetiosaurus“ brachyurus, a část chiméry zvané „C.“ brevis (Owen, 1842). Patří sem také nomen nudum „Proiguanodon“ (van den Broeck, 1900), a možná i velmi nejasné druhy „Streptospondylus“ grandis (Owen, 1851) a meyeri (Owen, 1854).

## Paleobiologie

### Potrava

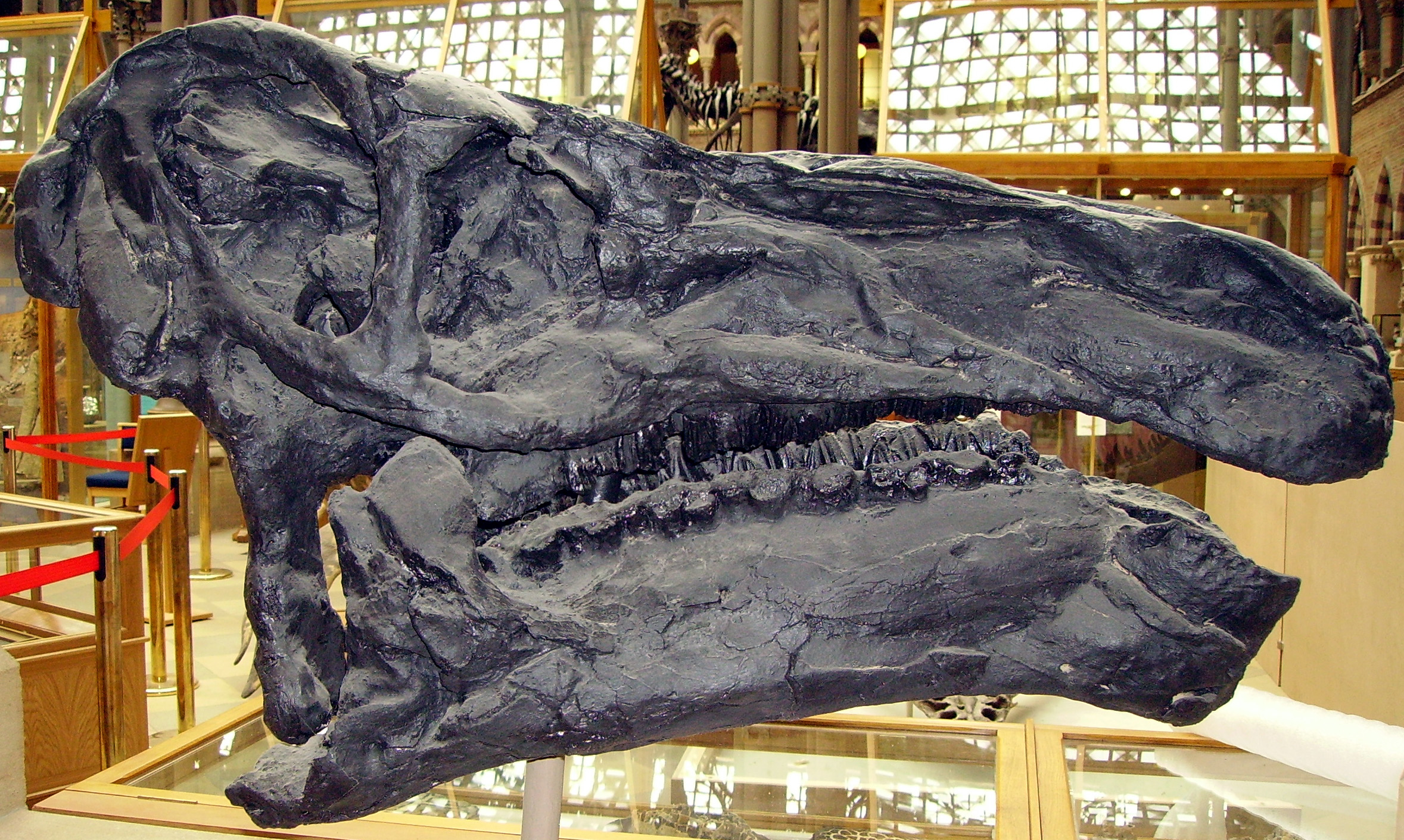
Lebka iguanodona z Muzea přírodních věd oxfordské univerzity

Už při prvním nálezu si paleontologové povšimli, že Iguanodon měl zuby býložravého plaza, ale nedošli k jednoznačnému závěru, jakým způsobem se živil. Jak poznamenal Mantell, pozůstatky, s nimiž pracoval, se nepodobaly žádnému současnému plazu. Zvláště bezzubá symfýza spodní čelisti se podobá spíše symfýze lenochoda dvouprstého nebo lenochoda vyhynulého rodu Mylodon. Podle něj měl Iguanodon chápavý jazyk, který mohl být používán při sbírání potravy, podobně jako to dělají žirafy. Pozdější nálezy však prokázaly, že tento dohad byl chybný. Například kosti jazylky, na něž se upínal jazyk, jsou velmi masivně stavěné, což naznačuje, že jazyk byl svalnatý a nechápavý, určený k posouvání potravy v ústech.
Chrup tvořilo několik řad vroubkovaných zubů za sebou. Ty byly, jak jméno Iguanodon naznačuje, podobné leguánovi, ale větší. Horní čelist obsahovala na každé straně až 29 zubů, ovšem žádný z nich nebyl v její přední části. Spodní čelist měla na každé straně 25 zubů. Počty se u obou čelistí lišily, neboť zuby spodní čelisti byly širší. Jejich délka byla asi 5 cm a byly umístěné tak těsně u sebe, že tvořily souvislou žvýkací plochu. Na rozdíl od hadrosauridů, kteří měli celé sloupce náhradních zubů, Iguanodon měl pro každý ze zubů jen jednu náhradu. I když se při zpracovávání tuhé potravy zuby značně opotřebovávaly, díky samobroušení zůstávaly jejich okraje velmi ostré. Protože řady zubů byly hluboko zasazené z vnějších stran čelistí, paleontologové se domnívají, že Iguanodon měl podobně jako další ptakopánví dinosauři něco podobného tvářím, ať už svalnatým nebo nesvalnatým, co mu umožňovalo udržet potravu v ústech. Tam se mísila se slinami a díky tomu se mohla dříve částečně chemicky rozkládat.

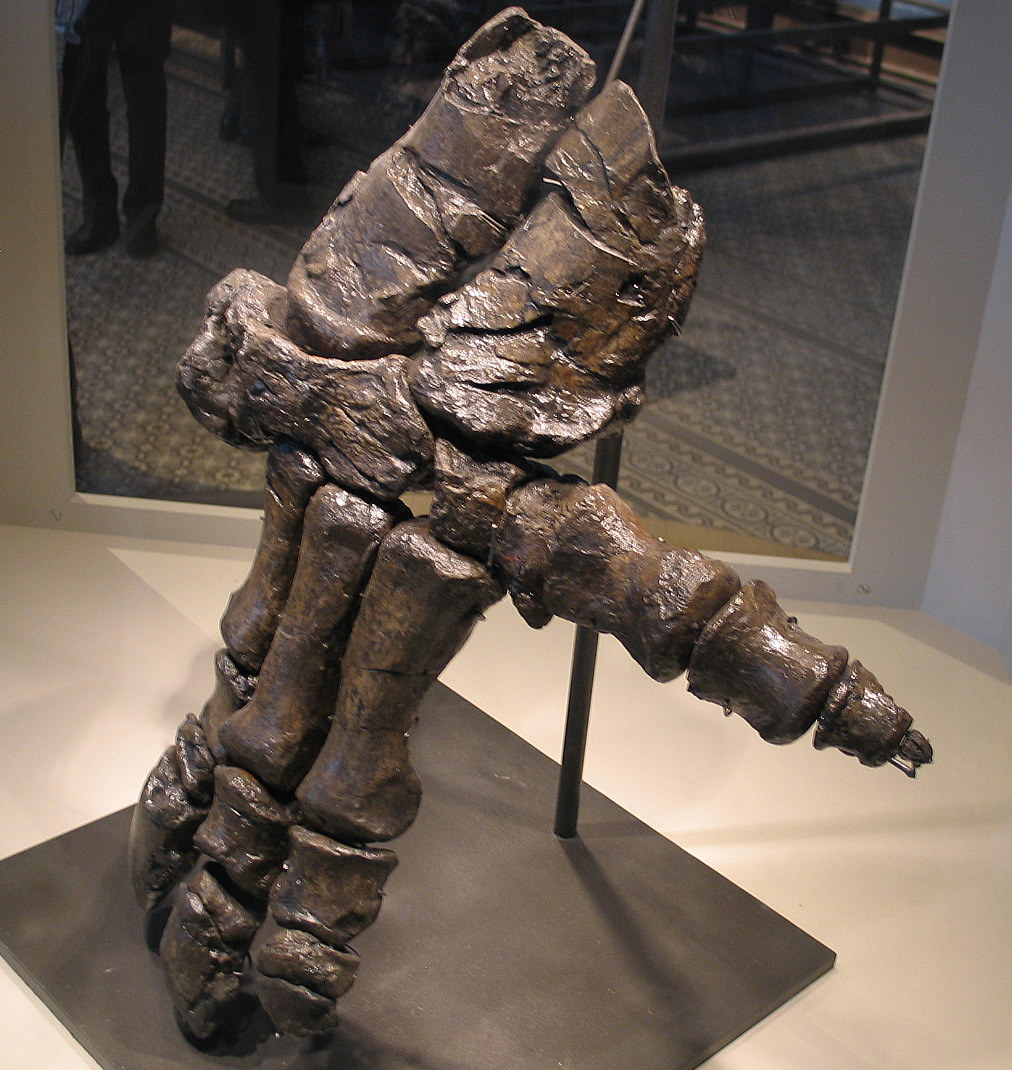
Část přední končetiny iguanodona na výstavě v Bruselu. Pátý, prodloužený prst byl chápavý.

Struktura lebky iguanodonům umožňovala, aby se kosti, které držely zuby v horní čelisti, po zavření tlamy prohnuly směrem ven. Tím se povrch spodní části horní čelisti otíral o povrch horní části spodní čelisti, a drtil tak cokoliv, co se nacházelo mezi nimi. Tohle drcení mělo stejnou funkci jako má žvýkání u savců. Protože zuby mohly být nahrazeny, Iguanodon mohl tento mechanismus zpracování tuhé rostlinné potravy používat po celý život. Navíc, přední části obou jeho čelistí byly bezzubé a zakončené kostěnými hrboly. Tento tvrdý okraj, který byl pravděpodobně pokryt a prodloužen vrstvou keratinu, vytvářel zobák, který mohl uždibovat větvičky a výhonky. iguanodoni se díky těmto zdokonalením zpracování potravy stali nejefekivnějšími býložravci, jací kdy do té doby chodili po zemi. Sbírání potravy snad napomáhal také flexibilní malíček, který mohl, na rozdíl od ostatních prstů, sloužit k manipulaci s předměty.
Co přesně Iguanodon svými vyvinutým čelistmi jedl, není známo. Rozměry větších druhů, jako I. bernissartensis, jim umožňovaly přístup jak k potravě nacházející se při zemi, tak k listoví ve 4 až 5metrových výškách. V jeho prostředí rostly stromové kapradiny a jehličnany, ale také první krytosemenné rostliny, např. šácholany. Objevily se též spekulace, že mohl okusovat i větve. David Norman navrhl, že se jejich strava mohla sestávat z přesliček, cykasů a jehličnanů. Jedna hypotéza předpokládá, že s iguanodony byl spjat nástup krytosemenných rostlin v křídě. Díky jejich stravovacím zvyklostem založeným na požírání nahosemenných rostlin vznikal prostor pro růst raných krytosemenných rostlin, podobných dnešním plevelům. Důkazy pro toto tvrzení však zatím nejsou dostatečné.
Ať už byla jejich strava jakákoliv, s ohledem na svou velikost a počet jsou Iguanodoni považováni v rámci svých tehdejších ekosystémů za dominantní býložravce. V Anglii s nimi sdíleli společný prostor malý predátor Aristosuchus, větší predátoři Eotyrannus, Baryonyx a Neovenator, býložravci Hypsilophodon a Valdosaurus, spásající nízko rostoucí rostliny, další „iguanodontid“ Mantellisaurus, obrněný býložravec Polacanthus a sauropod Pelorosaurus.
V roce 2006 byla publikována odborná práce dokládající, že iguanodoni byli hostiteli mnoha různých parazitů z nejméně tří živočišných kmenů. Dokládají to objevy jejich vajíček a spor v koprolitu (zkamenělém trusu) druhu I. bernissartensis.

### Postava a pohyb

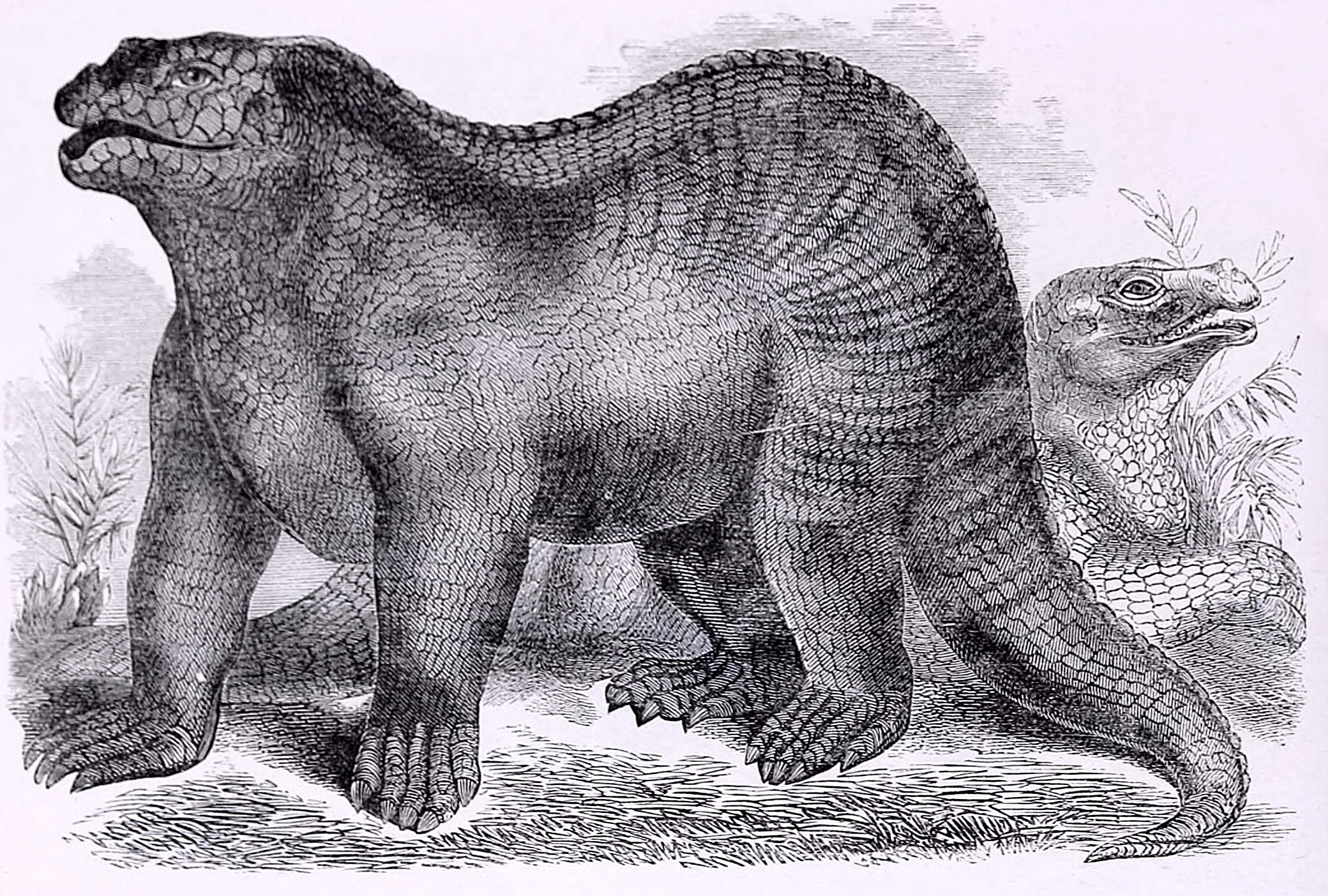
Rekonstrukce od Samuela Griswolda Goodriche z knihy Illustrated Natural History of the Animal Kingdom

Rané nálezy zkamenělých pozůstatků byly velmi neúplné, což vedlo k mnoha spekulacím ohledně postavy a života iguanodonů. Jak již bylo uvedeno výše, původně byli vykreslováni jako čtyřnohá zvířata s rohem na nose. Po nálezech dalších kostí však Mantell zaznamenal, že jejich přední končetiny byly mnohem menší než zadní. Podle názoru jeho rivala Owena se jednalo o zavalité živočichy na čtyřech sloupovitých nohou. Dohled nad první rekonstrukcí dinosaurů v jejich životní velikosti byl původně nabídnut Mantellovi, který však s ohledem na své podlomené zdraví odmítl. Sochy tak dostaly tvar odpovídající Owenově vizi. Dvounohá přirozenost iguanodonů byla odhalena až po objevu koster v Bernissartu. Nejprve však byli vykreslováni ve vzpřímené pozici s ocasem táhnoucím se za nimi po zemi. Ten měl mít podobnou opěrnou funkci jako třetí noha u trojnožky.

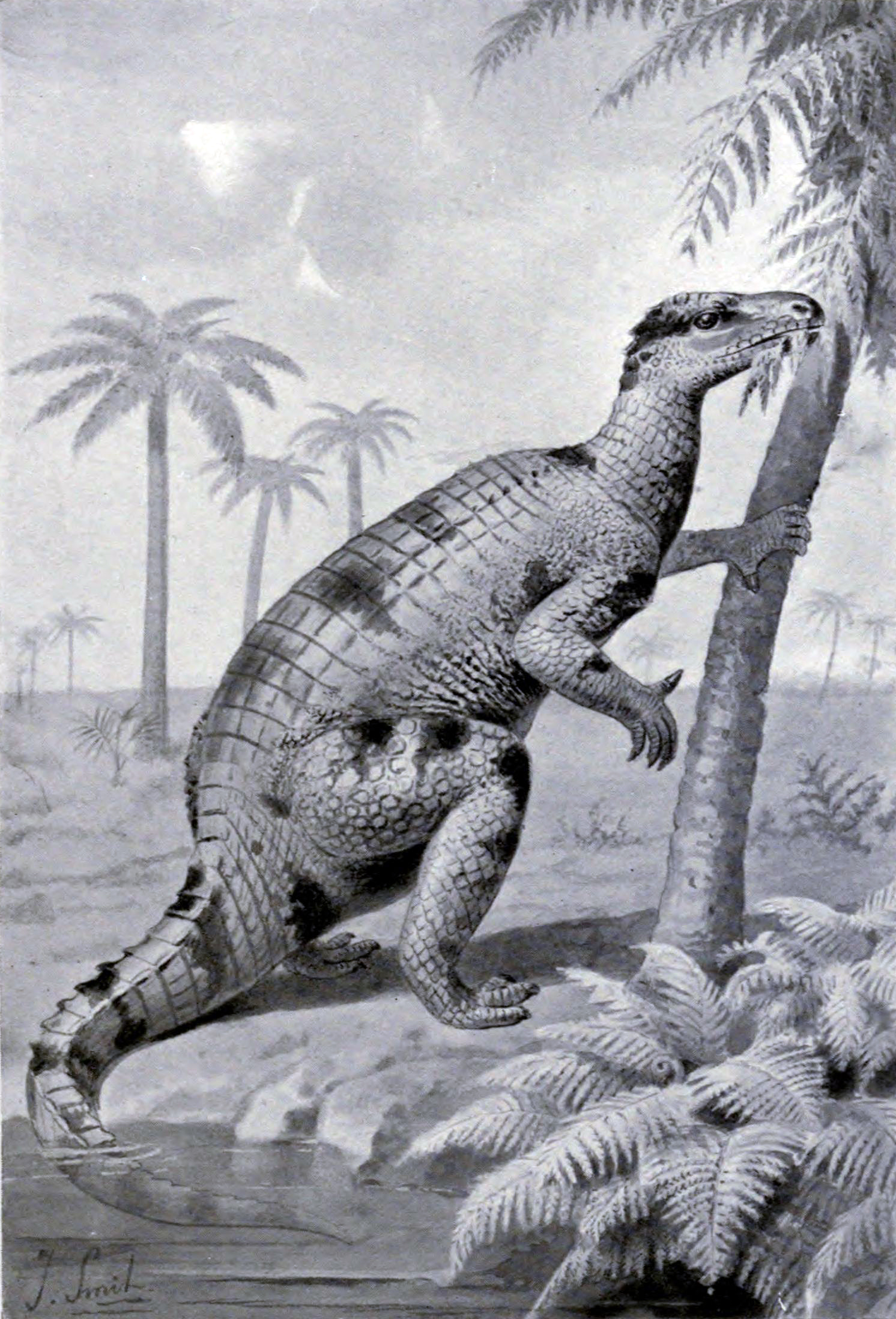
Kresba z 19. století zobrazující iguanodona, jak se opírá o svůj ocas

Když David Norman podroboval iguanodona novému zkoumání, prokázal, že s ohledem na délku ocasu zesíleného osifikovanými šlachami tato pozice nebyla možná. Pokud by se Iguanodon podobným způsobem pokusil o ocas opřít, zcela jistě by si ho zlomil. Naopak horizontální pozice vysvětluje mnoho znaků předních končetin a jejich pletenců. Například dlaně byly relativně nepohyblivé. Tři prostřední u sebe seskupené prsty měly schopnost hyperextenze a jejich poslední články připomínaly kopyta, což jim umožňovalo nést váhu. Rovněž zápěstí bylo relativně nehybné a kosti paží a ramene robustní. Všechny tyto vlastnosti naznačují, že zvíře se pohybovalo na všech čtyřech.
Zdá se také, že iguanodoni trávili na všech čtyřech více času s rostoucím věkem a váhou; nedospělý I. bernissartensis měl přední končetiny kratší (60 % délky zadních končetin) než dospělý (70 %). Při pohybu po čtyřech drželi dlaně otočené proti sobě, jak ukazují jejich stopy i anatomie jejich paží a dlaní. Tříprsté chodidlo bylo relativně dlouhé. Iguanodon byl digitigrádní, tzn. že při chůzi našlapoval na prsty, a to u všech čtyřech končetin. Jejich maximální rychlost se odhaduje na 24 km/h, ovšem pouze v případě pohybu po dvou. Iguanodoni nebyli schopni cválat.
Velké tříprsté otisky byly nalezeny v Anglii ve skalách ze spodní křídy, konkrétně ve wealdenských vrstvách na ostrově Wight. Nad jejich interpretací panovaly rozpaky. Někteří autoři je ztotožňovali s dinosaury již v raných dobách paleontologie. E. Tagert je již roku 1846 připsal ichnorodu Iguanodon a Samuel Beckles roku 1854 poznamenal, že vypadají jako ptačí, ovšem mohou pocházet i od dinosaurů. Identita původců těchto stop byla objasněna roku 1857 po objevu tříprsté zadní končetiny mladého iguanodona, čímž se prokázalo, že stopy mohly být dinosauří. Ačkoliv chybí přímé důkazy, tyto stopy jsou často přisuzovány rodu Iguanodon. Jejich původcem mohl být Iguanodon pohybující se po všech čtyřech, ale protože stopy jsou nezřetelné, nelze toto spojení považovat za jisté. Stopy připisované ichnorodu Iguanodon jsou známé i z dalších nalezišť, včetně norského ostrova Západní Špicberky, kde byly nalezeny i fosilizované tělesné pozůstatky iguanodona.

### Bodec na palci

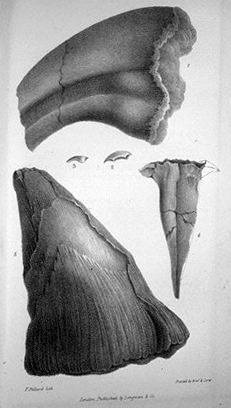
Původní bodec z palce iguanodona nalezený v Maidstone roku 1840

Tento bodec je jedním z nejznámějších znaků iguanodona. Ačkoliv ho Mantell původně zvířeti umístil na nos, díky exemplářům nalezeným v Bernissartu ho paleontolog Dollo správně umístil na ruku, kde dotvářel palec. Nejednalo se o poslední případ, kdy byl špatně interpretován modifikovaný dráp z dinosaurova palce; jako příklad mohou posloužit Noasaurus, Baryonyx a Megaraptor, jejichž zvětšené drápy jim byly nejprve po vzoru dromeosauridů umisťovány k chodidlům.
Obvykle se usuzuje, že Iguanodon palec používal při boji zblízka jako zbraň proti predátorům, ale také ji mohl využívat k rozbíjení semen a ovoce, nebo i proti jiným iguanodonům. Objevil se též názor, že s bodcem byla spojena jedová žláza, ovšem tato hypotéza byla odmítnuta, neboť bodec nebyl dutý ani jím nevedly žádné žlábky, kterými by jed mohl proudit.

### Sociální chování
Ačkoliv někdy se uvádí, že úhyn iguanodonů v Bernissartu byl výsledkem jediné katastrofy, v současné době převažuje názor, že jsou zde zaznamenány nejméně tři smrtící události. Přestože zde velký počet dinosaurů zahynul v geologicky krátkém rozpětí (kratším než 100 let), neznamená to nutně, že iguanodoni byli stádními zvířaty.
Argumentem proti jejich stádnosti je, že na tomto nalezišti se nachází jen málo nedospělých kusů, což nesouhlasí s úmrtností ve stádech současných zvířat. Pravděpodobněji se jedná o opakované oběti náhlých záplav, jejichž zdechliny se hromadily v jezeře či mokřadu. Ovšem nálezy v Nehdenu, které obsahují jedince s většími věkovými rozdíly, mezi nimiž jsou vmíseni další dinosauři rodu Dollodon či Mantellisaurus, mohou být záznamem úmrtnosti stád migrujících přes řeky.
Na rozdíl od jiných domnělých stádních dinosaurů (zvláště hadrosauridů a ceratopsidů), neexistuje jediný důkaz o tom, že by Iguanodoni byli pohlavně dimorfní, tj. že by se obě pohlaví od sebe znatelně lišila. Dávná domněnka, že menší a méně robustní I. „mantelli“ z Bernissartu (Dollodon) nebo I. atherfieldensis (Mantellisaurus) reprezentují odlišné (snad ženské) pohlaví druhu Iguanodon bernissartensis, byla zavržena.

## Odraz v populární kultuře

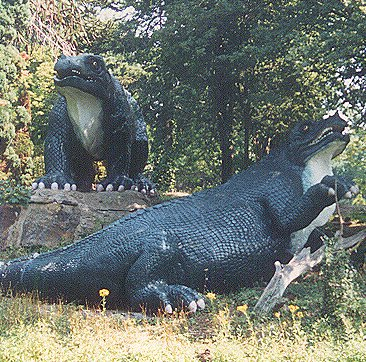
Sochy iguanodonů od Benjamina Hawkinse v Crystal Palace v Londýně

Počínaje prvním popisem roku 1825 se Iguanodon stal předmětem zájmu po celém světě. K jeho popularitě významně přispěly dvě rekonstrukce v životní velikosti, postavené roku 1852 v Crystal Palace v Londýně. Iguanodoni byli zobrazováni jako slonům podobní čtyřnožci a jejich bodce byly omylem považovány za rohy. Přesto se jednalo o první pokusy o sestavení dinosauřích modelů v jejich skutečné velikosti.
V České republice lze modely iguanodona vidět v tzv. DinoParku Plzeň
a DinoParku Vyškov.
Iguanodon byl také hrdinou několika filmů. Například v Disneyho filmu Dinosaurus (anglicky: Dinosaur) hraje hlavní roli Iguanodon Aladar a mezi ostatními postavami jsou ještě další tři iguanodoni. Vzdáleně s filmem souvisí i strašidelná jízda stejného názvu ve Walt Disney World Resort, jejíž zápletka spočívá v hledání iguanodona a jeho přenesení do současnosti. Iguanodon je také jeden ze tří dinosauřích rodů, které inspirovaly tvůrce Godzilly; další dva jsou Tyrannosaurus a Stegosaurus. Iguanodon se objevil i v některých filmech série The Land Before Time či epizodách stejnojmenného televizního seriálu.

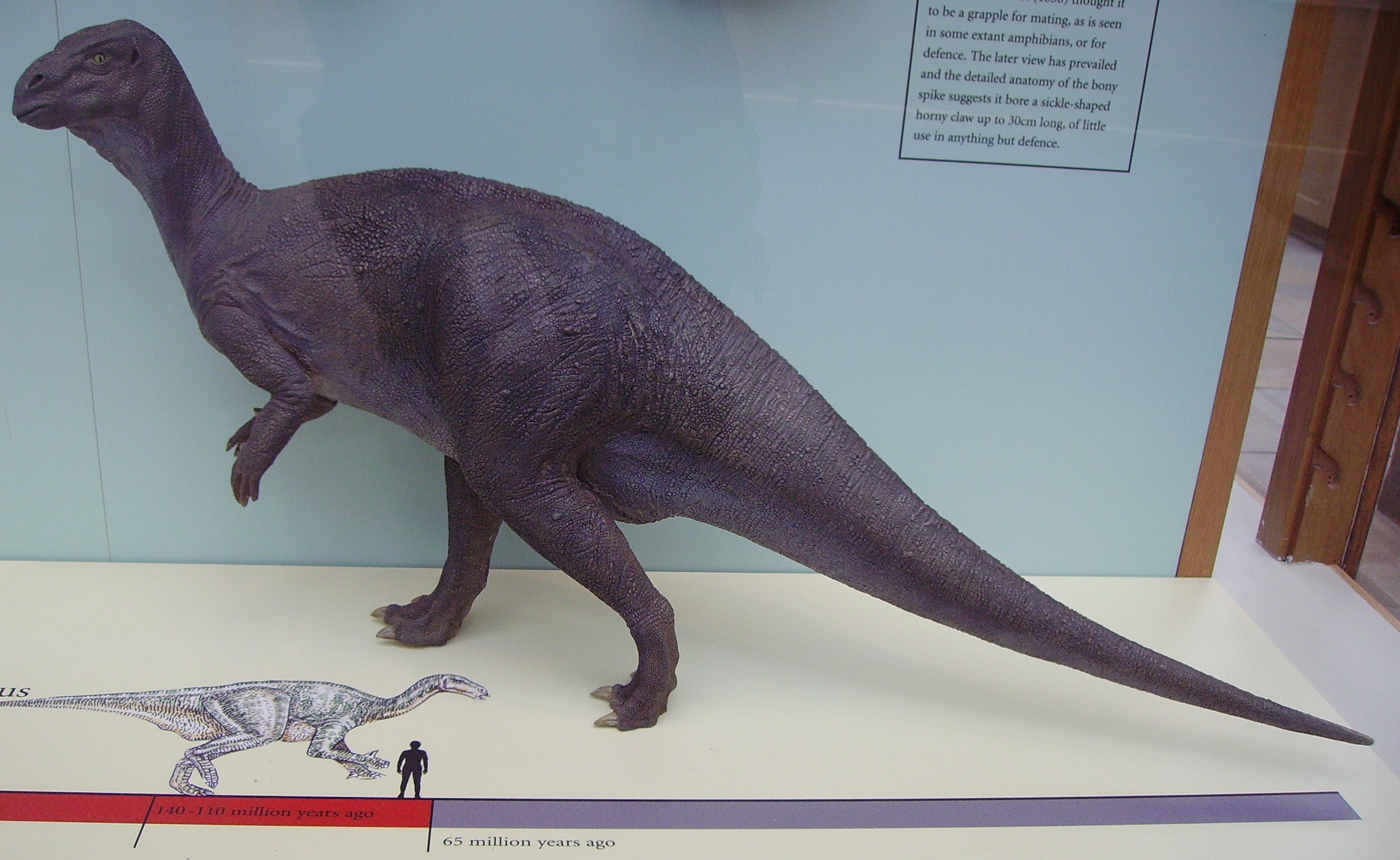
Model iguanodona v Oxford University Museum of Natural History

Kromě rolí na stříbrném plátně byl Iguanodon k vidění také v televizním dokumentárním seriálu Putování s dinosaury (Walking with Dinosaurs) (1999) společnosti BBC, a hrál hlavní roli v knize Sira Arthura Conana Doyla Ztracený svět (The Lost World). Objevil se také v románu Raptor Red (1995) od Boba Bakkera, kde sloužil jako kořist utahraptora. Planetka hlavního pásu 1989 CB3 byla na počest tohoto rodu pojmenována 9941 Iguanodon. Planetka byla objevena roku 1989 observatoří La Silla na území Chile.
Protože se jedná jak o jednoho z prvních popsaných, tak i o jednoho z nejznámějších dinosaurů, stal se Iguanodon barometrem toho, jak se u veřejnosti i odborníků měnil pohled na tyto tvory. Jeho rekonstrukce prošly třemi fázemi: od slonu podobného čtvernohého plaza s rohem na nosu v době viktoriánské, přes dvounohého tvora, který však stále vykazoval znaky plazů a podpíral se vlastním ocasem, až konečně k současné podobě hbitého a dynamického zvířete, schopného při pohybu přecházet ze dvou končetin na všechny čtyři. Druhá verze dominovala po většinu 20. století, přičemž pomalý přechod k dnešnímu stavu poznání nastal v 60. letech.